# Тявзинський договір
Тявзинський мирний договір — договір про мир («вічний мир») між Московським царством і Швецією, підписаний в селі Тявзіно (швед. Teusina, фін. Täyssinä (від Tiensuu) ) поблизу Івангорода та Нарви 18 (28) травня 1595 року. Завершив московсько-шведську війну 1590—1595 років.

## Представники сторін

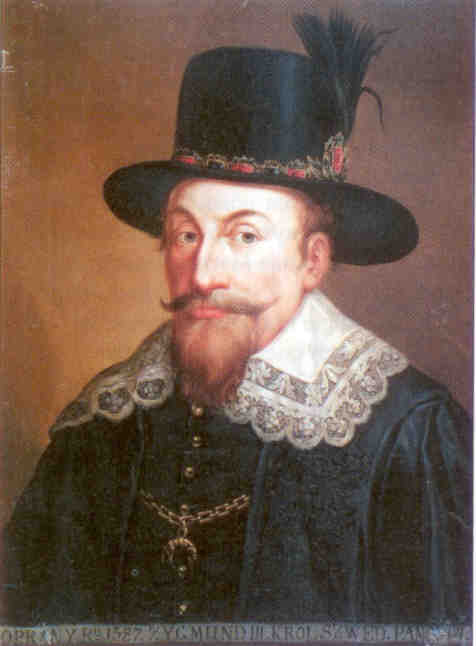
Сигізмунд III Ваза

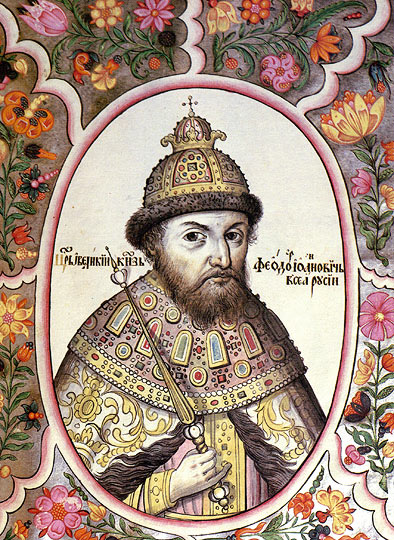
Федір I Іванович

Швецію від імені короля польського, великого князя литовського та короля шведського Сигізмунда III представляли:
- головний перемовник (швед. chefsförhandlare) - лицар і королівський радник Стен Банер (швед. Sten Banér);
- Крістер Клаессон (швед. Krister Klasson (Horn));
- ревельський та ліфляндський намісник Йорен Бойє;
- нарвський намісник Арвед Еріксон;
- а також секретарі: Ніклас Раск та Ханс Кранк.[1]

Московське царство від імені государя всієї Русі, царя та великого князя Федора I Іоанновича представляли:
- князь, окольничий та намісник Калузький Іван Самсонович Туренін (Iwan Samsonowitz Turenin);
- боярин, стольник та намісник Елатомський Остафій Михайлович Пушкін (Ostafi Michalowitz Puschin);
- дяки Григорій Іванович Клобуков (Gregori Iwanofzin Klabukow) та Поснік Дмитрієв (Posnick Dimetrua).[1]

Посередником на переговорах з початку 1595 був посол римського імператора Еренфрід фон Мінкович.

## Положення договору

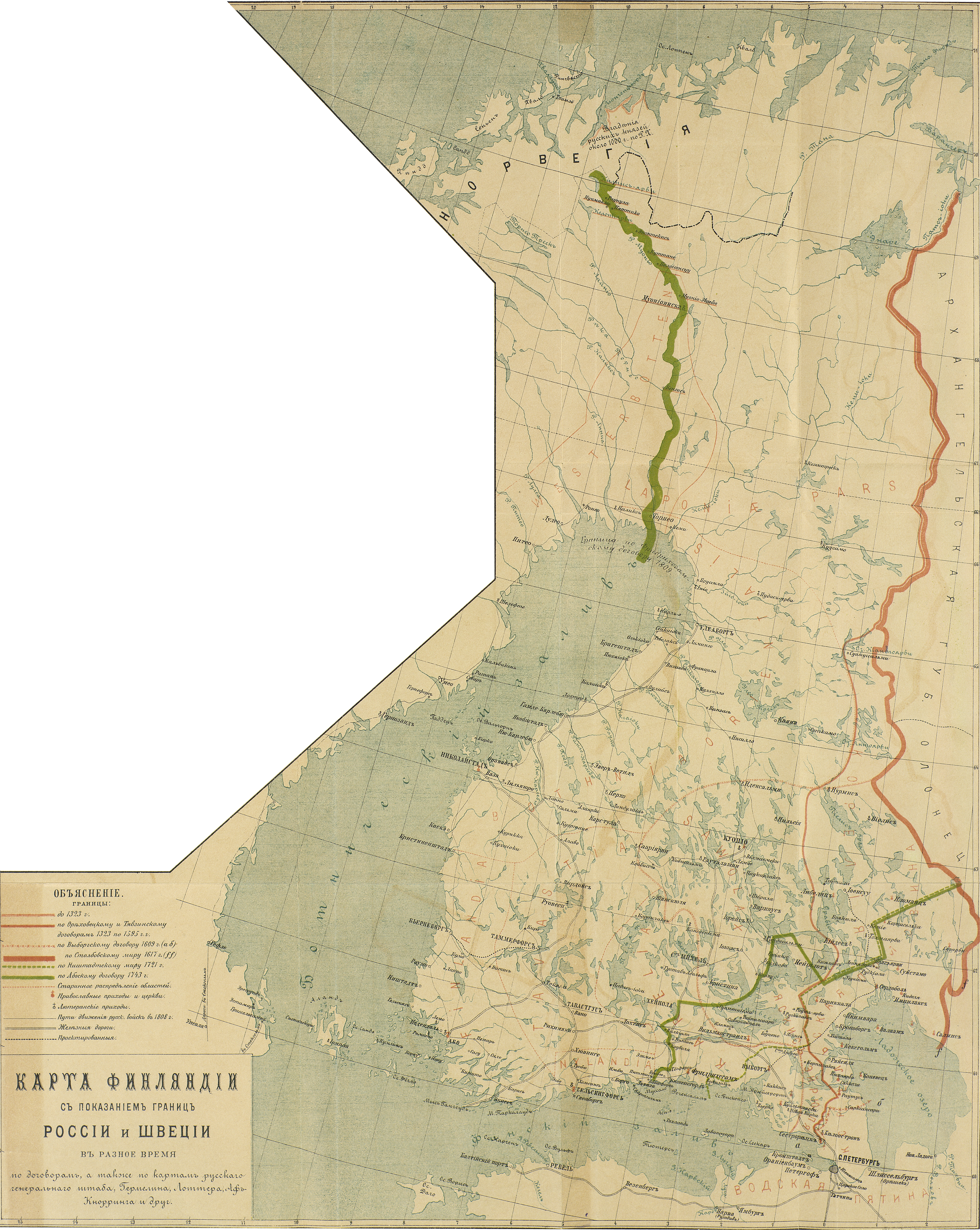
Карта Фінляндії із зазначенням кордонів Московії та Швеції у різний час за договорами, і навіть за картами генерального штабу, Гермеліна, Лоттера, Аф-Кнорринга та друг. Ордін, Кесар Пилипович «Підкорення Фінляндії. Досвід опису з невиданих джерел». Том I. - СПб: Тип. І. Н. Скороходова, 1889

- Московія поступилася Швеції Естляндським князівством разом із фортецями: Нарва, Ревель, Вейсенштейн, Везенберг, Падіс, Толсборг, Новгородок, Боркгольм, Гапсаль, Лоде, Леаль, Фіккель.
- Швеція повернула Московії замок Кексгольм з усіма прилеглими землями та повітами, які раніше належали Великому Новгороду: Івангородом, Ямом, Копор'єм, Нотебургом, Ладогою. Крім того, зобов'язалася не нападати на Колу і Псков, а також землі Двіни (Соловецький монастир, Сумський Посад, Каргополь, Холмогори).
- Своєю чергою Московія зобов'язалася не розв'язувати війну проти Швеції, Фінляндії, Виборга, Нешлота або інших замків і провінцій, розташованих у Фінляндії, або замків Естляндії, Нарви, Везенберга, Толсборга, Ревеля, Вейсенштейна, Лоде, Леаля, Гапсаля, Падса, Новгородка і Фікеля, а також проти Каянської землі та Лапландії.
- Купцям інших держав дозволялося торгувати з московитами лише через Виборг і Ревель, але не матимуть жодних обмежень. Нарва ставала вільною для шведського купецтва. Торгівля могла вестися лише з нарвської сторони, але не з івангородської.
- Для шведської торгівлі ставали вільними фортеці Нотебург, Ладога, Новгород, Кексгольм, а також обидві сторони річки Нарви від гирла до озера Пейпус, Пскова та інших міст, куди можуть дістатися шведські судна.
- Для іноземних купців закривалося місто Нарва. Шведським купцям було надано право вільно торгувати на московській землі, у тому числі в Москві, Новгороді, Пскові та інших російських містах, до татарських та інших областей. Піддані шведської корони отримали право на володіння приміщеннями для розміщення складів, нерухомістю в Москві, Новгороді, Пскові та інших місцях. Московські піддані, своєю чергою, отримували такі самі привілеї у Виборзі, Ревелі, Турку та інших місцевостях.
- У договорі фіксувалося взаємне стягнення та сплата боргів підданими обох сторін. При цьому оплата боргів грошима чи товарами мала здійснюватися лише у Виборзі чи Нарві.
- Фіксувалася обов'язкова взаємодопомога при аварії корабля з поверненням майна потерпілій стороні.
- Встановлювалася заборона на збирання данини з лопарів у місцях, де існувала суперечка між обома країнами щодо власності земель. Проте за Швецією закріплювалося право збору данини з жителів Лапландії від Остроботнії до Варангера, а за Московією — з лопарів, що проживали в районі Північної Двіни, земель Кексгольму та Коли.
- Оголошувався обмін усіма полоненими, взятими у попередні роки, без викупу та компенсацій.
- У разі смерті монархів, які уклали мир, умови договору мають підтверджуватись наступниками.
- Якщо хтось із злочинців однієї зі сторін договору вчинив злочин або завдав шкоди вбивствам, пограбуванню, підпалом чи шахрайством, то це не могло розглядатися як причина для порушення миру та розв'язання нової війни. Усі інциденти мали розслідуватись спільно, а порушники світу — каратися. Перебіжчики, якщо вони скоїли якийсь злочин, мали видаватися однією зі сторін, яка цього вимагала.
- У договорі закріплювався вільний проїзд, без перешкод та безчестя, дипломатичної місії та провезення дипломатичної пошти.
- Замок Кексгольм та прилеглі повіти повинні були бути передані Московії після демаркації кордону між Швецією та Московією, встановленого поточним договором, тобто від озера Пейпус до Північного Льодовитого океану. При цьому шведським підданим було дозволено переїхати до Фінляндії, вивезши із собою все своє майно.

## Значення
Хоча Московія повертала собі фортеці Ям, Копор'є, Івангород, і навіть Корелу, загублені внаслідок Лівонської війни, у виграшному становищі опинилася Швеція, яка, крім Іжорської землі, зберегла у себе повний контроль над московською зовнішньою торгівлею на Балтиці: маючи виходи до моря, Московія не могла заснувати тут морські гавані, крім того, у договорі закріплювався принцип морської блокади московського узбережжя у Івангороді, що значно вдарило по економічних інтересах країни та перешкоджало розширенню торгівлі із Західною Європою.
У Тявзинському договорі Московія також вперше офіційно визнала включення до складу Швеції Остроботнії, яка на той час фактично перебувала під контролем шведів упродовж понад двохсот років.
Договір був ратифікований московським урядом до укладання 1609 року у Виборзі нового угоди між Швецією і Московією.

## Оригінальні документи
Справжній російський текст Тявзинського договору, привезений після закінчення переговорів шведською делегацією в Стокгольм, в даний час, за твердженням С. Л. Арії, є втраченим.
У 1960-х роках справжній шведський текст Тявзинського договору, привезений після закінчення переговорів російською делегацією до Москви, зберігався в Центральному державному архіві стародавніх актів СРСР.
У 1970-і роки оригінал Тявзинського мирного договору було викрадено з ЦДАДА СРСР у рамках масштабної крадіжки з архіву унікальних документів, одноосібно здійсненого співробітником ЦДАДА СРСР, випускником Московського історико-архівного інституту, якимось Апостоловим   (проте за спогадами С. Л. Арії, який брав участь у справі про розкрадання як адвокат одного з підсудних, учасників крадіжки було двоє — «дуже наукових працівників, двоє звичних алкоголіків...»).
За спогадами С. Л. Арії, договір був повернутий до архіву вченим, до якого один із викрадачів, який навіть не уявляв собі цінність документа, звернувся з пропозицією його придбати. Згодом судові експерти відмовилися встановити точну вартість оригіналу мирного договору, пославшись на те, що оригінали міжнародних договорів, як правило, не є предметами колекціонування, внаслідок чого експерти позбавлені можливості визначити ринкову ціну оригіналу Тявзинського мирного договору як колекційного товару. Тому договір був оцінений виходячи з товарної вартості аналогічних за віком та збереженням старовинних пергаментів. В результаті Тявзинський договір експерти оцінили в 28 тисяч рублів, яку суму і було засуджено за його крадіжку.